# Есилски район (Акмолинска област)
Вижте пояснителната страница за други значения на Есилски район.
Есилски район (на казахски: Esil aýdany) е съставна част на Акмолинска област, Казахстан, с обща площ 7967 км2 и население от 23 655 души (по приблизителна оценка към 1 януари 2020 г.). Мнозинството от населението са руснаци (38,7 %) следвани от казахите (26,3 %) и украинците (15,4 %), германците (5,2 %), и други националности (14,4 %).
Административен център е град Есил.